# Patrick Hosotte
Pour les articles homonymes, voir Hosotte.
Patrick Hosotte (né le 25 juillet 1957 à Belfort) est un coureur cycliste français, professionnel de 1978 à 1981.

## Biographie
Il s'est marié avec la championne de VTT Sophie Eglin.
À l'instar de son frère Jean-Paul, il ne participe qu'à un seul Tour de France, celui de 1981 au cours de sa carrière.

## Palmarès
- Amateur
  - 1972-1977 : 60 victoires sur route et 55 victoires sur piste
- 1977
  - Paris-Reims
- 1980
  - 3e étape du Tour du Vaucluse
  - 2eb étape du Tour de l'Oise
  - 2e du Grand Prix de Largentière
  - 3e de Châteauroux-Limoges
- 1981
  - 3e de la Flèche azuréenne
  - 3e de Bessèges-La Grande Combe
- 1982
  - Grand Prix des Carreleurs
  - 1re, 3e et 5e étapes du Circuit des Mines[1]
  - 3e du Circuit des Mines
- 1983
  - 4eb étape du Circuit des Mines
  - Tour de la Moyenne Alsace
  - 2e du Grand Prix de Haguenau
  - 3e du Circuit des Mines
- 1984
  - 6e et 7e étapes du Circuit des Mines
  - 2e du Grand Prix des Carreleurs
  - 2e du Tour du Stausee
  - 2e du Tour de la Moyenne Alsace
  - 3e du Critérium de La Machine
- 1985
  - 2e étape du Circuit des Mines[2]
- 1986
  - 5e étape du Ruban granitier breton
  - Grand Prix de La Machine
  - 3e du Grand Prix des Marbriers
- 1987
  - Grand Prix d'Issoire
  - 2e du Circuit des Boulevards
  - 3e du Grand Prix de Châtel-Guyon

## Résultat sur le Tour de France
1 participation
- 1981 : 90e

## Palmarès sur piste
- 1978
  - 3e de la poursuite
- 1980
  -  Champion de France de poursuite
  - 2e de la vitesse
- 1981
  - 2e de la vitesse